# Love Lies Bleeding (2024)
Love Lies Bleeding ist ein Spielfilm von Rose Glass aus dem Jahr 2024. Der romantische Thriller ist in einer amerikanischen Kleinstadt angesiedelt und behandelt die Themen Homosexualität, Bodybuilding und Familientrauma. Die Hauptrollen übernahmen Katy O’Brian und Kristen Stewart. Die amerikanisch-britische Koproduktion feierte am 20. Januar 2024 beim Sundance Film Festival ihre Weltpremiere und die deutsche Premiere am 18. Februar 2024 bei der 74. Berlinale. Schließlich kam der Film am 18. Juli in die deutschen Kinos.

## Handlung
Die USA im Jahr 1989: Die ehrgeizige Jackie aus Oklahoma ist auf dem Weg nach Las Vegas, um an einem Bodybuilding-Wettbewerb teilzunehmen. Als die bisexuelle und obdachlose junge Frau in einer Kleinstadt einen Zwischenstopp einlegt, macht sie die Bekanntschaft mit der zurückgezogen lebenden Fitnessstudio-Managerin Lou. Nachdem sich Jackie bei einer Prügelei mit einem anderen Bodybuilder für die offen lesbische Lou eingesetzt hat, verlieben sich die beiden ineinander und werden ein Paar. Ohne den Hintergrund von Lous krimineller Familie zu kennen, fängt Jackie gleichzeitig einen Job als Bedienung im Schießsport-Club von Lous Vater, Lou Sr., an. Um an diese Arbeit zu gelangen, hatte sie zuvor unwissentlich Sex mit Lous Schwager JJ. Lou warnt Jackie davor, die Arbeit anzunehmen, da ihr Vater gefährlich sei. Unter anderem ermittelt das FBI gegen ihn und versucht erfolglos, Lou für die Ermittlungen zu gewinnen. Diese hatte den Kontakt zu ihrem Vater abgebrochen, während die Mutter bereits vor zwölf Jahren Lou Sr. verlassen hatte und seitdem unauffindbar ist.
Um ihre Karriere als Bodybuilderin voranzutreiben, versorgt Lou Jackie mit Dopingmitteln. Beide planen gemeinsam zum Wettbewerb nach Las Vegas zu reisen. Jackie träumt davon, später nach Kalifornien zu gehen. Gleichzeitig lernt sie den unberechenbaren Lou Sr. kennen, der ihr das Schießen beibringt. Lou stellt ihre neue Freundin ihrer Schwester Beth und deren Ehemann JJ vor. Dabei kommt der One-Night-Stand von Jackie und JJ ans Licht, was Lou kränkt. Als JJ wenig später Beth krankenhausreif prügelt, tötet Jackie diesen. Lou hilft ihr dabei, die Leiche samt Wagen in einem abgelegenen Canyon in der Wüste verschwinden zu lassen, der bereits oft von Lou Sr. für den gleichen Zweck genutzt wurde. Das von Lou mit einem Molotowcocktail gelegte Feuer und die dadurch entstandene Rauchsäule ruft das FBI auf den Plan, das auf weitere Leichen in dem unwegsamen Gelände stößt.
Die Ereignisse überschlagen sich, als Jackie mit einem Kopfstoß Lou verletzt und gegen deren Willen allein nach Las Vegas reist. Jackie muss sich auf der Wettbewerbsbühne übergeben, hat Wahnvorstellungen und prügelt auf eine Mitkonkurrentin ein. Lou Sr. holt sie später aus dem Gefängnis, während Lou widerwillig Zeit mit der lesbischen Daisy verbringt, die ihr beim Wegschaffen der Leiche von JJ zufällig begegnet war. Jackie erschießt, offenbar im Auftrag von Lou Sr., die unliebsame Zeugin vor Lou. Diese wickelt Daisy in einen Teppich ein und kann das Verbrechen vor dem eintreffenden FBI verbergen, von dem sie nach den Funden im Canyon befragt wird. Nachdem Lou ihrem Vater mit Enthüllungen gedroht hat, entführt dieser Jackie und setzt erfolglos den örtlichen Polizisten auf sie an, um sie zu töten. Im Finale gelingt es Lou, Jackie zu befreien und ihren Vater zu überwältigen. Obwohl sie die Gelegenheit dazu hätte, tötet Lou ihren Vater nicht, sondern überlässt diesen dem eintreffenden FBI. Lou und Jackie fliehen aus der Stadt. Als Lou bemerkt, dass die auf der Ladefläche des Pick-Up abgelegte Daisy noch lebt, erwürgt sie diese, während Jackie schläft. Lou entsorgt die Leiche in der Wüste.

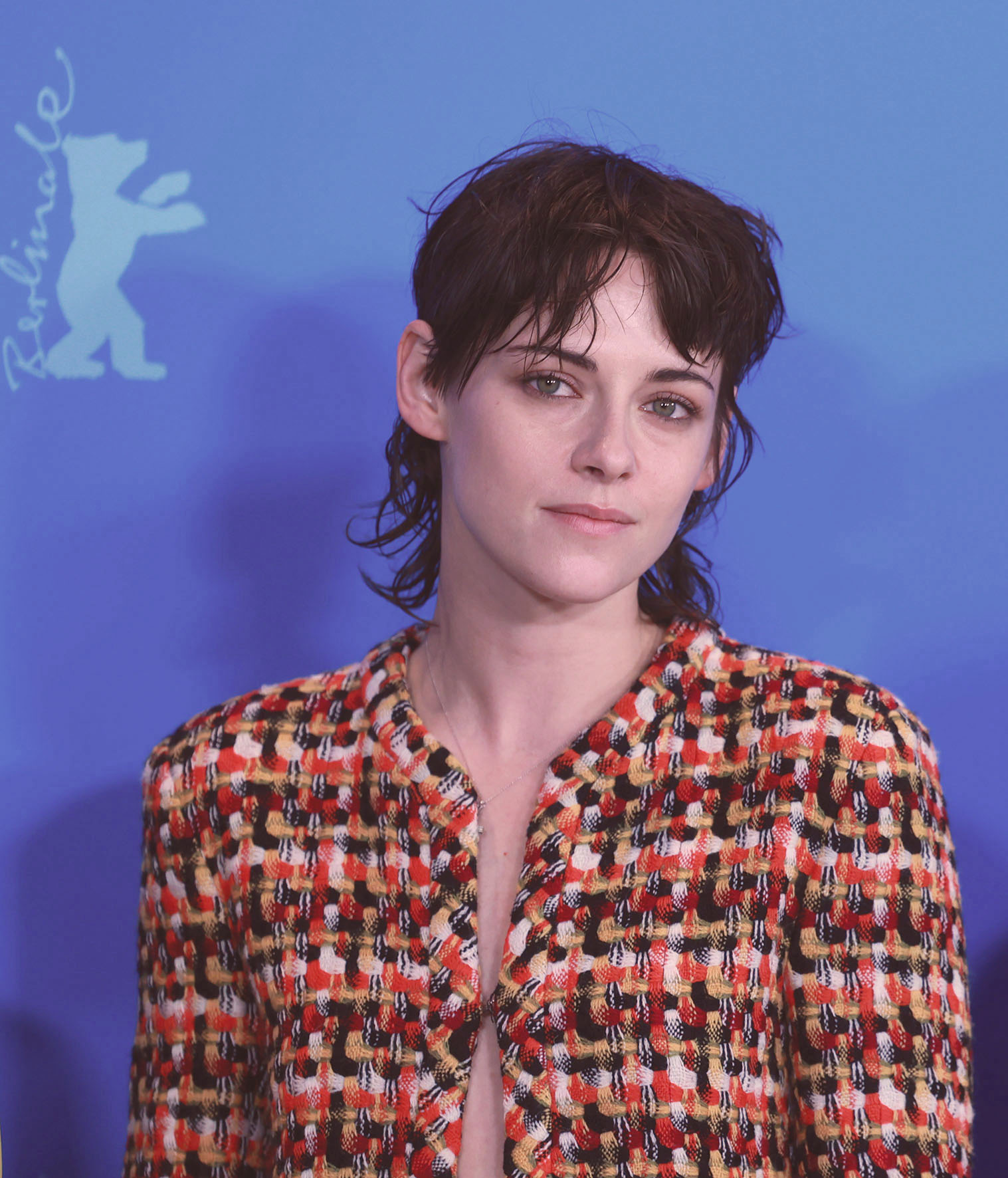
Hauptdarstellerin Kristen Stewart (2023)

## Hintergrund
Love Lies Bleeding ist der zweite Spielfilm der britischen Regisseurin Rose Glass. Das Originaldrehbuch schrieb sie gemeinsam mit Weronika Tofilska. Die Besetzung der Hauptrolle sollte so authentisch wie möglich sein. Als Bodybuilderin wurde die Schauspielerin Katy O’Brian verpflichtet. Die frühere Polizistin betrieb von Kindheit an Kampfsport und wechselte später zum Bodybuilding auf Wettkampfniveau, ehe sie eine Schauspielkarriere in Los Angeles startete. Als Lebensgefährtin und weitere Hauptdarstellerin tritt Kristen Stewart in dem Film auf. Das Projekt wurde Mitte April 2022 öffentlich gemacht. Zwei Monate später stießen neben O’Brian Anna Baryshnikov, Dave Franco, Ed Harris und Jena Malone zum Schauspielensemble hinzu.
Die Dreharbeiten begannen Ende Juni 2022 in Albuquerque (New Mexico) und wurden anderthalb Monate später Anfang August abgeschlossen. Glass arbeitete erneut mit Kameramann Ben Fordesman zusammen, der sie auch bei ihrem Spielfilmdebüt Saint Maud (2019) unterstützt hatte. Ebenso wieder vertreten waren die Produzenten Andrea Cornwell (Lobo Films) und Oliver Kassman (Escape Plan Productions). Die britische Gesellschaft Film4 des Fernsehsenders Channel 4 finanzierte das Projekt gemeinsam mit dem US-amerikanischen Unternehmen A24, dem die weltweiten Verwertungsrechte obliegen.

## Veröffentlichung und Rezeption
Love Lies Bleeding wurde am 20. Januar 2024 im Rahmen des Sundance Film Festivals uraufgeführt. Dort wurde das Werk in die Sektion Midnight aufgenommen. Im Online-Katalog priesen die Veranstalter den Film als „bombastisches, überlebensgroßes Zweitwerk“. Es handle sich um einen „kraftvollen Thriller“, in dem „eine ungewöhnliche, wilde lesbische Liebesgeschichte auf ein Familiendrama der düstersten Sorte“ treffe.
Auf der Website Rotten Tomatoes empfahlen 91 Prozent der dort gelisteten professionellen Kritiker den Film weiter. Love Lies Bleeding erhielt damit eine Bewertung von 7,8 von 10 möglichen Punkten. Auf Metacritic erhielt der Film einen Metascore von 76 von 100 möglichen Punkten, basierend auf mehr als einem Dutzend ausgewerteten englischsprachigen Kritiken. Dies entspricht allgemein positiven („generally favorable“) Bewertungen.
Die deutsche Premiere erfolgte am 18. Februar 2024 auf der 74. Berlinale im Rahmen der Sektion Berlinale Special Gala in der Verti Music Hall.
Der deutsche Kinostart erfolgte am 18. Juli 2024 durch den Verleih Plaion Pictures.